# Patsy O'Connell Sherman
Patsy O'Connell Sherman (Mineápolis, Minnesota, 15 de septiembre de 1930-Mineápolis, 11 de febrero de 2008) fue una química y matemática estadounidense inventora para la marca de productos 3M, Scotchgard, de un repelente de manchas y agua duradero, considerada una de las quince patentes accidentales más importantes.
Desarrolló y obtuvo dieciséis patentes, trece de ellas compartidas con Samuel Smith. Una de las patentes desarrollada fue un abrillantador óptico para los detergentes de la ropa.

## Biografía
Sherman nació en Minneapolis, Minnesota, Estados Unidos, y se graduó en 1948 en la Minneapolis North High School. Interesada en cursar estudios universitarios, realizó la prueba de aptitud destinada a ser realizadas por las estudiantes de secundaria, el resultado indicó que no era apta para realizar una carrera. Exigió realizar la versión de la prueba para los estudiantes varones, que sugería la odontología o la ciencia, que valoraba las posibles trayectorias profesionales. El resultado entonces fue apta para realizar una carrera de científica o médico odontólogo.
En 1952, obtuvo la licenciatura en química y matemáticas en el Gustavus Adolphus College en St. Peter, Minesota, siendo la primera mujer en realizar estudios universitarios de su escuela.
Contrajo matrimonio con Hubert Sherman. Falleció el 11 de febrero de 2008 en Minesota.

## Carrera
Sherman comenzó su carrera en la empresa 3M en 1952 con un contrato temporal al igual que el resto de mujeres, ya que se consideraba que en el momento de contraer matrimonio debían abandonar el trabajo.
Inventó el Scotchgard, que se convirtió en uno de los productos de repelentes de manchas y polvo más famoso y ampliamente usado en América del Norte. La invención del Scotchgard surgió tras un accidente en el laboratorio, durante la investigación del desarrollo de un caucho que pudiera usarse para mangueras de combustible de aviación. Una muestra de caucho fluorado se derramó sobre una zapatilla de loneta de uno de los asistentes, quedando adherido sin poderse limpiar. Después de los exhaustivos intentos por remover el caucho, Sherman observó que donde permanecía el caucho permanecía más limpio, mientras que las zonas sin el caucho estaban sucias. Concluyó que el material podía usarse como repelente para el aceite, el agua y otros solventes. Desde 1956 desarrolló, con Samuel Smith, el repelente para tejidos de lana que fue ampliado para su uso en prendas, ropa de hogar y alfombras. En 1960 finalizaron las investigaciones con el que se creó el producto para eliminar manchas incluidas aquellas que han sido fijadas con el planchado. El 13 de abril de 1971 fue aprobada la patente 3 574 791, para «invención de copolímeros de bloque e injerto que contienen grupos polares solubles en agua y grupos fluoroalifáticos». Por este invento 3M ingresó más de 300 millones de dólares. Sherman registró dieciséis patentes, trece de ellas con Smith en polímeros fluorados y procesos de polimerización.
En 1974, fue la primera mujer en ser nombrada para la Carlton Society, el Salón de la Fama de 3M «por su investigación en energía superficial que condujo al desarrollo de Scotchgard, y por su investigación en polimerización fluoroquímica y síntesis de polímeros». Permaneció en 3M durante varios años, mejorando y expandiendo la línea de productos Scotchgard. Más tarde se convirtió en gerente de laboratorio y, a mediados de la década de 1980, desarrolló el departamento de educación técnica de la compañía.
Se jubiló en 1992. Continuó su vida profesional como conferencista demostrando a los jóvenes su propia experiencia y la de otros con la invención, alentando a los aspirantes a inventores a pensar de manera creativa y a no descartar lo inesperado: «Cualquiera puede convertirse en un inventor, siempre que mantenga una mente abierta e inquisitiva y nunca pase por alto el posible significado de un accidente o falla aparente.» En octubre de 2002, junto con otros oradores notables como Steve Wozniak (el inventor de la computadora Apple), intervino en la celebración del 200.º aniversario de la Oficina de Marcas y Patentes de los Estados Unidos. Fue una de los treinta y siete inventores que hablaron sobre el proceso de la invención.

## Legado
Como investigadora rompió con las normas establecidas al incorporase al mundo laboral, siendo de las escasas mujeres químicas en hacerlo. Fue una promotora y defensora de la participación de las mujeres en la ciencia.
Durante el desarrollo del producto Scotchgard en la década de 1950, fue obligada a esperar los resultados fuera de la fábrica textil durante las pruebas debido a la normativa que entonces prohibía que las mujeres pudiesen entrar en la fábrica.
Según sus palabras: «Las chicas deben seguir sus sueños». «Pueden hacer cualquier cosa que cualquier otra persona pueda hacer. Hoy en día tienen muchos más modelos a seguir, no siendo el menor de ellos sus madres».
Las investigaciones de los perfluoroquímicos (PFC), componente del Scotchgard, continuaron tras su fallecimiento, en concreto el trabajo se ha centrado en la búsqueda de soluciones en el marco del medioambiente y la salud. La fórmula inicial del Scotchgard fue modificada para adaptarlo a dichas exigencias.

## Reconocimientos
- 1974: Primera mujer incorporada en la Sociedad Carlton, Salón de la Fama de 3M.[8]
- 1975: Premio Greater Gustavus otorgado a los alumnos del Colegio Gustavus Adolphus, más distinguidos por su trayectoria profesional y logros.[13]
- 1989: Salón de la Fama de los Inventores de Minesota.[3]
- 1991: Premio de servicio distinguido Joseph M. Biedenbach de la Sociedad Estadounidense para la Educación en Ingeniería.[14]
- 2001: Miembro del Salón de la Fama de los Inventores Nacionales.[7]
- Miembro de la American Chemical Society durante cincuenta años.[2]